# Baixo Cotinguiba
Baixo Cotinguiba is een van de 13 microregio's van de Braziliaanse deelstaat Sergipe. Zij ligt in de mesoregio Leste Sergipano en grenst aan de microregio's Aracaju, Agreste de Itabaiana, Cotinguiba en Japaratuba. De microregio heeft een oppervlakte van ca. 737 km². In 2006 werd het inwoneraantal geschat op 84.639.
Zeven gemeenten behoren tot deze microregio:
- Carmópolis
- General Maynard
- Laranjeiras
- Maruim
- Riachuelo
- Rosário do Catete
- Santo Amaro das Brotas

Mesoregio's: Agreste Sergipano · Leste Sergipano · Sertão Sergipano

Microregio's: Agreste de Itabaiana · Agreste de Lagarto · Aracaju · Baixo Cotinguiba · Boquim · Carira · Cotinguiba · Estância · Japaratuba · Nossa Senhora das Dores · Propriá · Tobias Barreto · Sergipana do Sertão do São Francisco